# فاطمه صامتی
فاطمه صامتی (زادهٔ ۱۳۵۲ در تهران) بازیگر ایرانی است.

## زندگی
فاطمه صامتی متولد سال ۱۳۵۲ در تهران است. وی دارای مدرک تحصیلی دیپلم گرافیک است. او به‌عنوان دستیار طراحی صحنه در فیلم «در کمال خونسردی» وارد سینما شد و کار خود را در دنیای بازیگری از سال ۱۳۷۳ با بازی در فیلم «روزهای خوب زندگی» به کارگردانی «مهدی صباغ زاده» آغاز کرد.

## بازیگری
او بازیگری را از سال ۱۳۷۳ با بازی در فیلم «روزهای خوب زندگی» به کارگردانی «مهدی صباغ زاده» آغاز کرد. وی پس از آن به ترتیب در فیلم‌های زیر به نقش‌آفرینی پرداخت.
- شیرهای جوان (۱۳۷۸)[۱]
- کلید ازدواج (۱۳۷۶)[۱][۵][۷][۸][۹]
- ارابه مرگ (۱۳۷۵)[۱]
- مردی شبیه باران (۱۳۷۵)[۱۰][۱۱]
- تعقیب (۱۳۷۴)[۱][۵][۱۲]
- دیپلمات (۱۳۷۴)[۱][۳]
- روزهای خوب زندگی (۱۳۷۳)
- وی همچنین در سریال تلویزیونی «شب چراغ»[۲][۶] و «به او بگویید دوستش دارم»[۲][۱۳] هم ایفای نقش کرد.[۲]